# Lourde (Alto Garona)
Lourde (em occitano:  Lorda) é uma comuna francesa na região administrativa da Occitânia, no departamento do Alto Garona. Estende-se por uma área de 1.24 km², com 92 habitantes, segundo o censo de 2018, com uma densidade de 74 hab/km².